# مرد را صدا کن
«مرد را صدا کن» (به انگلیسی: Call the Man) تک‌آهنگی از هنرمند اهل کانادا سلین دیون است که در ۲۳ ژوئن ۱۹۹۷ منتشر شد.